# Campionati mondiali di bob 2021
I Campionati mondiali di bob 2021 sono stati la sessantacinquesima edizione della rassegna iridata del bob, manifestazione organizzata negli anni non olimpici dalla Federazione Internazionale di Bob e Skeleton; si sono tenuti dal 5 al 14 febbraio 2021 ad Altenberg, in Germania, sulla pista ENSO-Eiskanal, la stessa sulla quale si svolsero le rassegne iridate del 1991 e del 2000 soltanto nelle specialità maschili, del 2008 e del 2020 anche nel bob a due femminile. 
Sono state disputate gare in quattro differenti specialità: nel bob a due donne, nel bob a due uomini, nel bob a quattro uomini e per la prima volta nella storia del mondiale nella specialità del monobob, riservata soltanto alle donne, disciplina che farà inoltre parte dei Giochi olimpici di Pechino 2022. La località sassone ha ospitato quindi le competizioni iridate per la quinta volta nel bob a due e nel bob a quattro maschili, per la terza nel bob a due femminile e per la prima nel monobob femminile. Anche questa edizione dei mondiali, come ormai da prassi iniziata nella rassegna di Schönau am Königssee 2004, si svolse contestualmente a quella di skeleton.

## Riepilogo
Inizialmente la rassegna avrebbe dovuto svolgersi a Lake Placid negli Stati Uniti d'America, ma per via delle restrizioni imposte a causa della pandemia di COVID-19 è stata spostata ad Altenberg. Inoltre a causa della vicenda doping emersa dopo i Giochi olimpici di Soči 2014 e delle sanzioni conseguenti, la squadra nazionale russa non poté prendere parte alla rassegna iridata esibendo il proprio nome, la propria bandiera e il proprio inno nazionale. Tutte le atlete e gli atleti hanno gareggiato sotto la sigla "BFR", acronimo di Bobsleigh Federation of Russia (Federazione Russa di Bob).

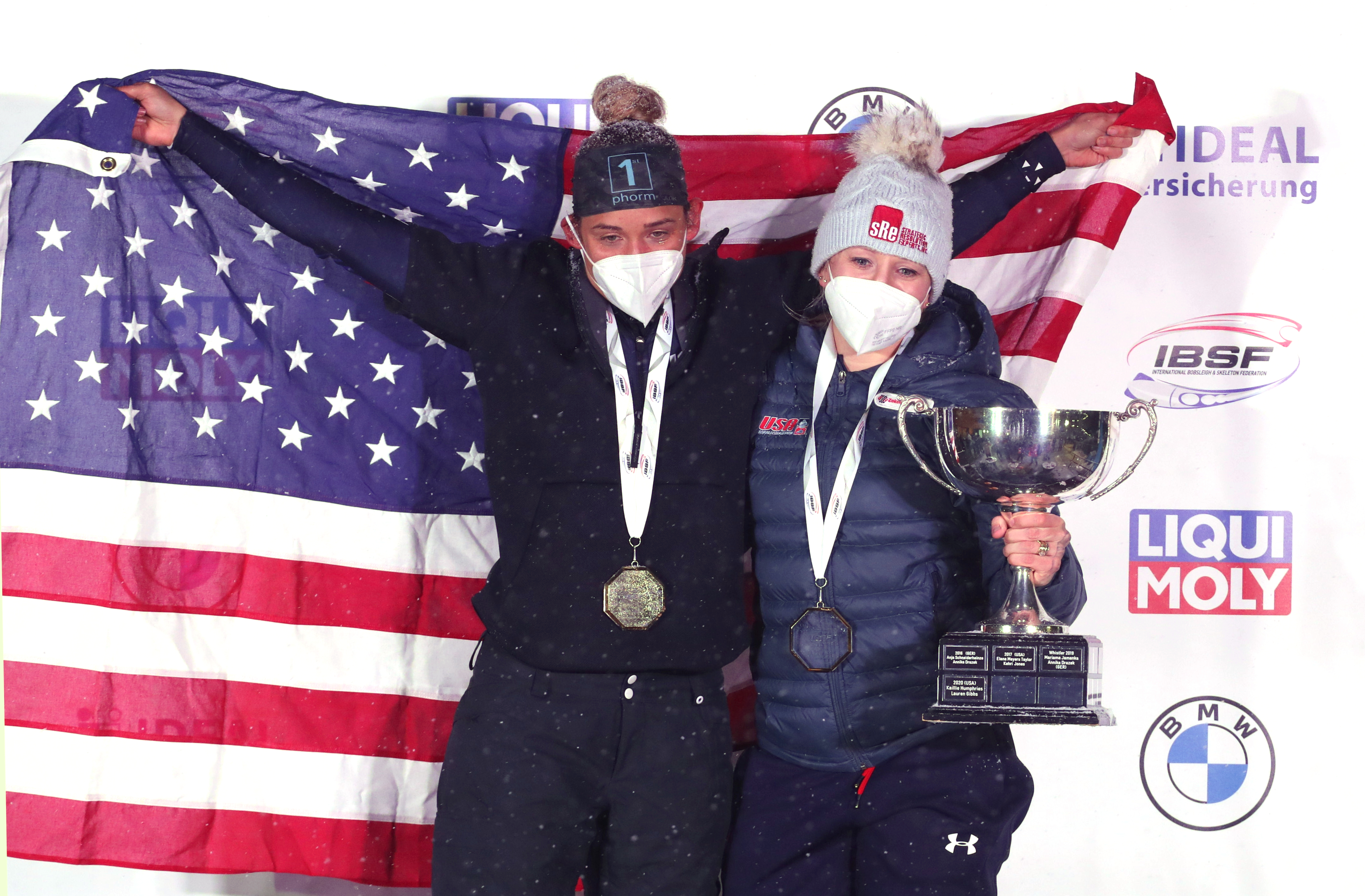
Kaillie Humphries (a destra) e Lolo Jones, vincitrici nel bob a due femminile

Vincitrice del medagliere è stata la squadra tedesca, la quale si è aggiudicata due titoli sui quattro in palio e ben nove medaglie sulle dodici a disposizione; le rimanenti tre sono andate agli Stati Uniti, vincitrice delle altre due medaglie d'oro, e all'Austria, che conquistò un argento.
I titoli sono stati infatti conquistati nel bob a due femminile dalle statunitensi Kaillie Humphries e Lolo Jones, con Humphries al suo quarto alloro mondiale nella specialità biposto e Jones al primo; la Humphries si impose anche nella neonata specialità del monobob femminile, portando a cinque il suo bottino totale di medaglie d'oro mondiali in carriera, di cui tre conquistate per gli Stati Uniti.
Nel bob a due uomini la vittoria andò alla coppia tedesca fornata da Francesco Friedrich e Alexander Schüller, con Friedrich che vinse il suo settimo titolo consecutivo nella specialità biposto, raggiungendo  l'italiano Eugenio Monti, anch'egli vincitore di sette titoli di cui "soltanto" cinque consecutivi; per Schüller si trattò invece del primo alloro iridato nel bob a due. Con il successo nel bob a due Friedrich ottenne inoltre il suo decimo titolo complessivo considerando entrambe le specialità classiche, sopravanzando dopo ben 55 anni lo stesso Eugenio Monti, il quale guidava la classifica con nove allori.

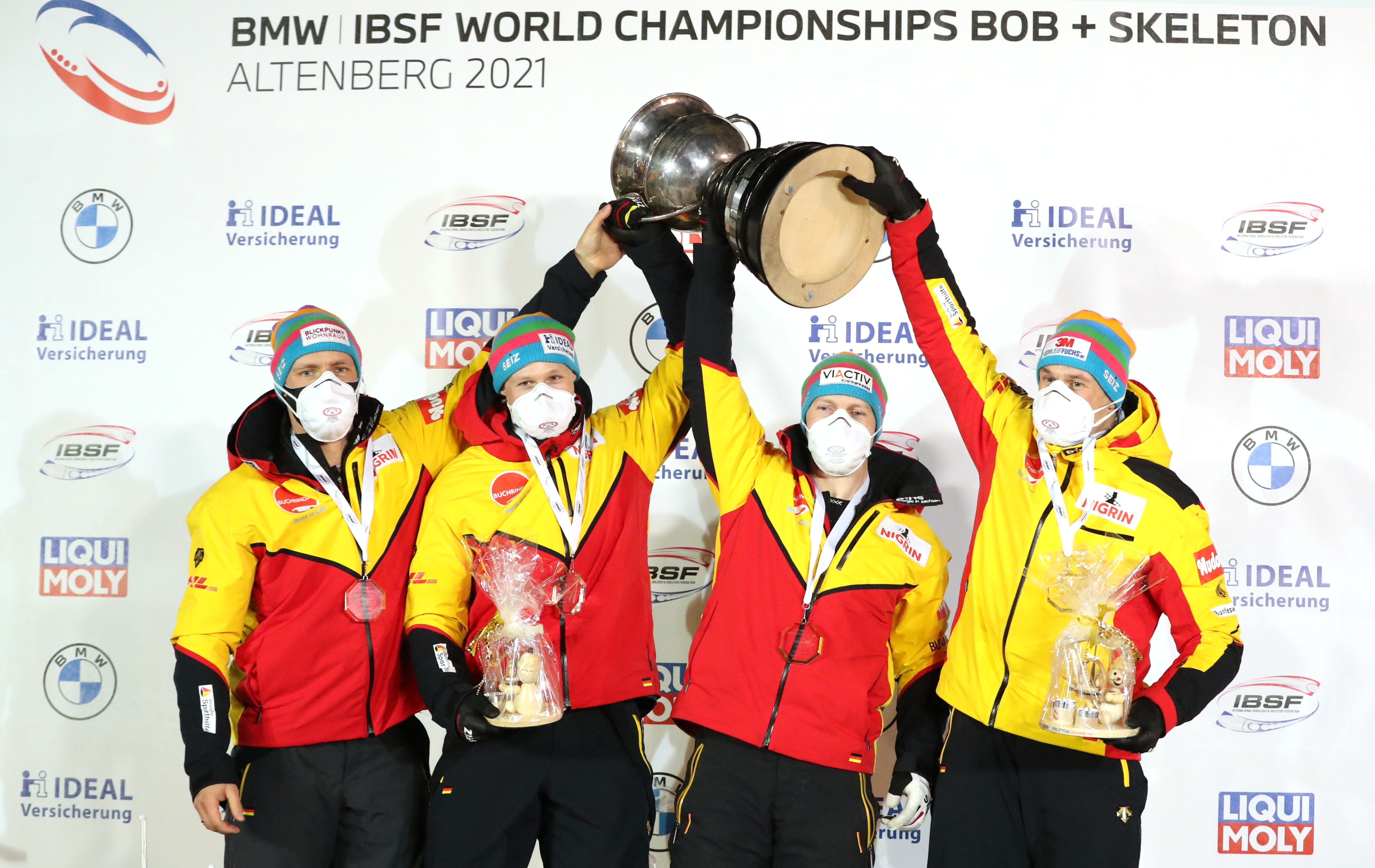
Da sinistra Margis, Schüller, Friedrich e Bauer, trionfatori nel bob a quattro

Nel bob a quattro uomini la medaglia d'oro andò all'equipaggio composto dagli stessi Friedrich e Schüller e dagli altri due frenatori Candy Bauer e Thorsten Margis, con Friedrich e Bauer al loro quarto titolo consecutivo nella specialità a quattro, Margis al terzo e Schüller al secondo.
Oltre a Humpries, Friedrich e Schüller, unici ad essersi aggiudicati due medaglie d'oro, gli altri atleti che sono riusciti a salire sul podio per due volte sono stati i tedeschi Johannes Lochner, medaglia d'argento nel bob a due e di bronzo nel bob a quattro, e Laura Nolte, bronzo in entrambe le specialità femminili.

## Calendario
| Campionati mondiali di bob 2021 | Campionati mondiali di bob 2021 | Campionati mondiali di bob 2021 | Campionati mondiali di bob 2021 | Campionati mondiali di bob 2021 | Campionati mondiali di bob 2021 | Campionati mondiali di bob 2021 | Campionati mondiali di bob 2021 |
| Febbraio '21                    | 5                               | 6                               | 7                               | 13                              | 14                              | Totale                          |                                 |
| ------------------------------- | ------------------------------- | ------------------------------- | ------------------------------- | ------------------------------- | ------------------------------- | ------------------------------- | ------------------------------- |
| Donne                           | Bob a due (1ª e 2ª manche)      | Bob a due (3ª e 4ª manche)      |                                 | Monobob (1ª e 2ª manche)        | Monobob (3ª e 4ª manche)        | 2                               |                                 |
| Uomini                          |                                 | Bob a due (1ª e 2ª manche)      | Bob a due (3ª e 4ª manche)      | Bob a quattro (1ª e 2ª manche)  | Bob a quattro (3ª e 4ª manche)  | 2                               |                                 |
| Totale                          |                                 | 1                               | 1                               |                                 | 2                               | 4                               |                                 |

## Risultati

### Monobob donne

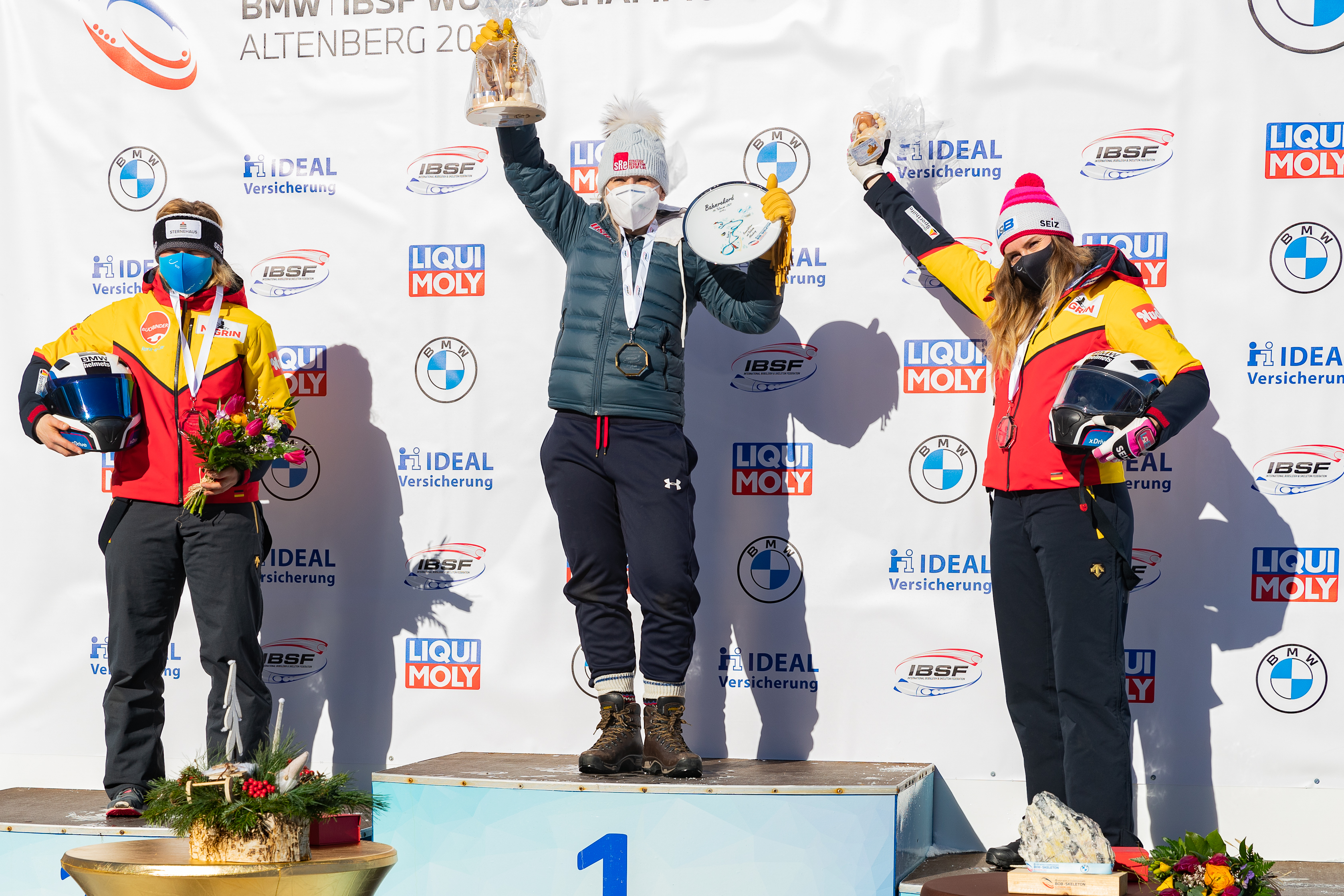
Il podio del monobob femminile: da sinistra Stephanie Schneider (argento), Kaillie Humphries (oro) e Laura Nolte (bronzo)

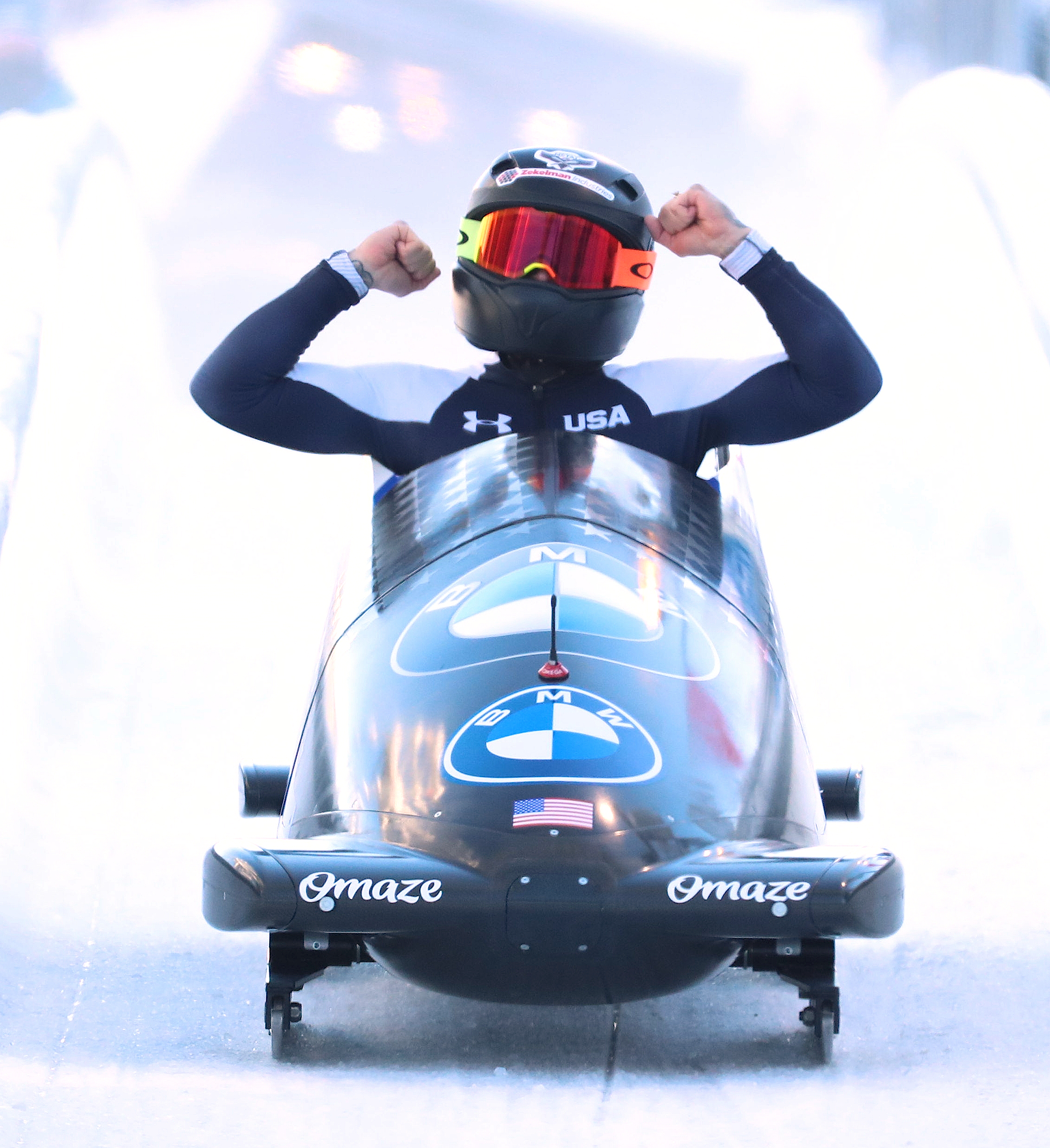
Kaillie Humphries al termine della quarta manche dopo aver appena conquistato il titolo

La gara è stata disputata il 13 e il 14 febbraio 2021 nell'arco di quattro manches e hanno preso parte alla competizione 23 compagini in rappresentanza di 14 differenti nazioni.
Il primo titolo mondiale nella storia del monobob è stato conquistato dall'atleta statunitense Kaillie Humphries, già vincitrice della gara a due disputatasi la settimana precedente, davanti alle due tedesche Stephanie Schneider, medaglia d'argento, e Laura Nolte, cui andò il bronzo e alla sua seconda medaglia nei campionati dopo il bronzo vinto anche nel bob a due.
Nella terza manche la vincitrice Kaillie Humphries stabilì inoltre il record del tracciato con il tempo di 59"59 e nella quarta e ultima discesa lo abbassò ulteriormente portandolo a 59"47.
| Pos. | Atleta              | Nazione     | 1ª manche | 2ª manche | 3ª manche | 4ª manche  | Totale  | Distacco |
| ---- | ------------------- | ----------- | --------- | --------- | --------- | ---------- | ------- | -------- |
|      | Kaillie Humphries   | Stati Uniti | 1'00"39   | 1'00"17   | 59"59     | 59"47 (TR) | 3'59"62 | –        |
|      | Stephanie Schneider | Germania    | 1'00"07   | 1'00"45   | 59"80     | 59"80      | 4'00"12 | +0"50    |
|      | Laura Nolte         | Germania    | 1'00"00   | 1'00"70   | 59"61     | 1'00"11    | 4'00"42 | +0"80    |
| 4    | Mariama Jamanka     | Germania    | 1'00"46   | 1'00"55   | 59"81     | 1'00"02    | 4'00"84 | +1"22    |
| 5    | Cynthia Appiah      | Canada      | 1'00"53   | 1'00"79   | 59"62     | 1'00"34    | 4'01"28 | +1"66    |
| 6    | Kim Kalicki         | Germania    | 1'00"24   | 1'00"84   | 1'00"06   | 1'00"27    | 4'01"41 | +1"79    |
| 7    | Melissa Lotholz     | Canada      | 1'01"11   | 1'00"76   | 59"91     | 1'00"43    | 4'02"21 | +2"59    |
| 8    | Katrin Beierl       | Austria     | 1'01"34   | 1'00"90   | 1'00"17   | 1'00"10    | 4'02"51 | +2"89    |
| 9    | Martina Fontanive   | Svizzera    | 1'00"55   | 1'01"08   | 1'00"63   | 1'00"39    | 4'02"65 | +3"03    |
| 10   | Melanie Hasler      | Svizzera    | 1'01"10   | 1'01"24   | 1'00"18   | 1'00"52    | 4'03"04 | +3"42    |

Nota: in grassetto il miglior tempo di manche. TR = record del tracciato (track record).

### Bob a due donne

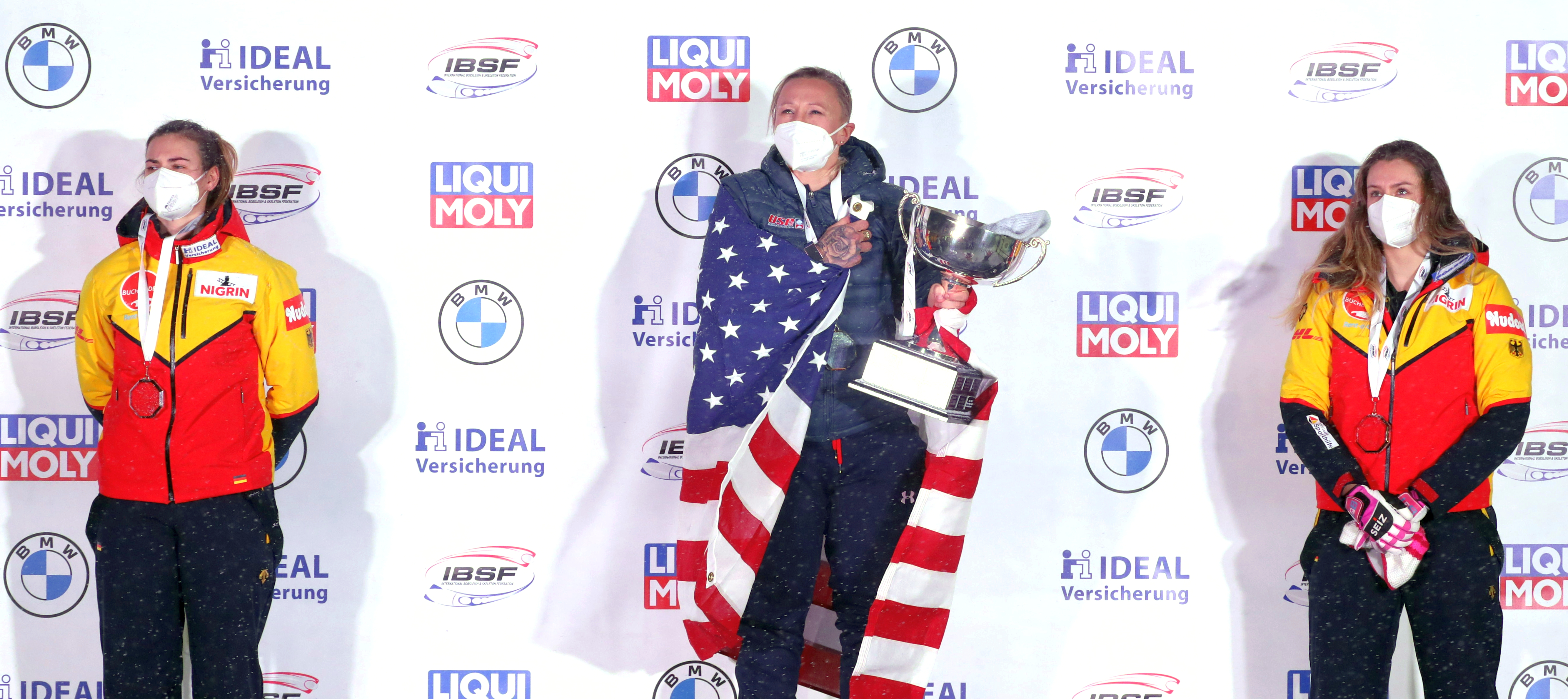
Il podio del bob a due femminile (presenti soltanto i piloti per via del distanziamento): da sinistra Kim Kalicki (argento), Kaillie Humphries (oro) e Laura Nolte (bronzo)

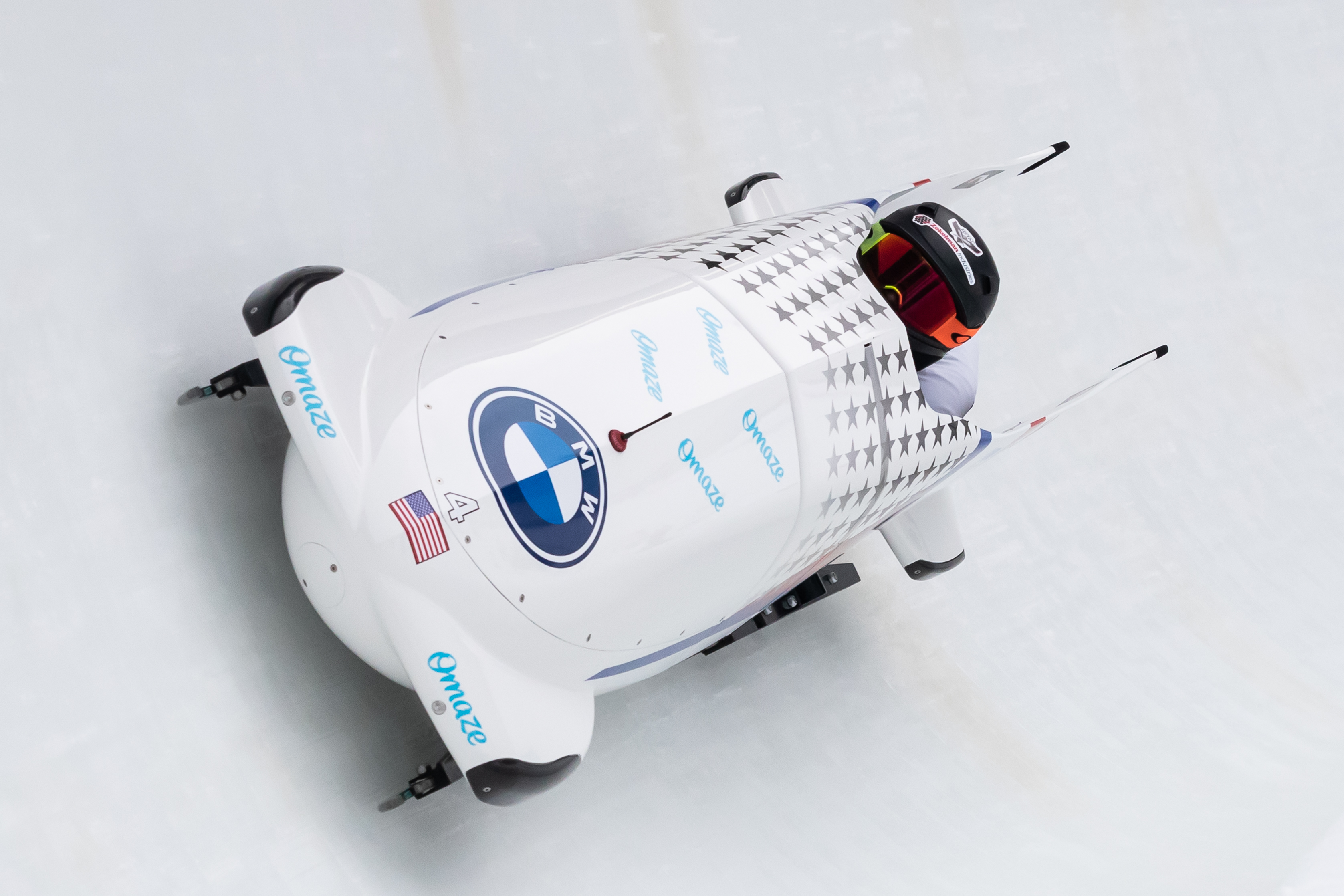
Kaillie Humphries e Lolo Jones, vincitrici del titolo, durante la prima discesa

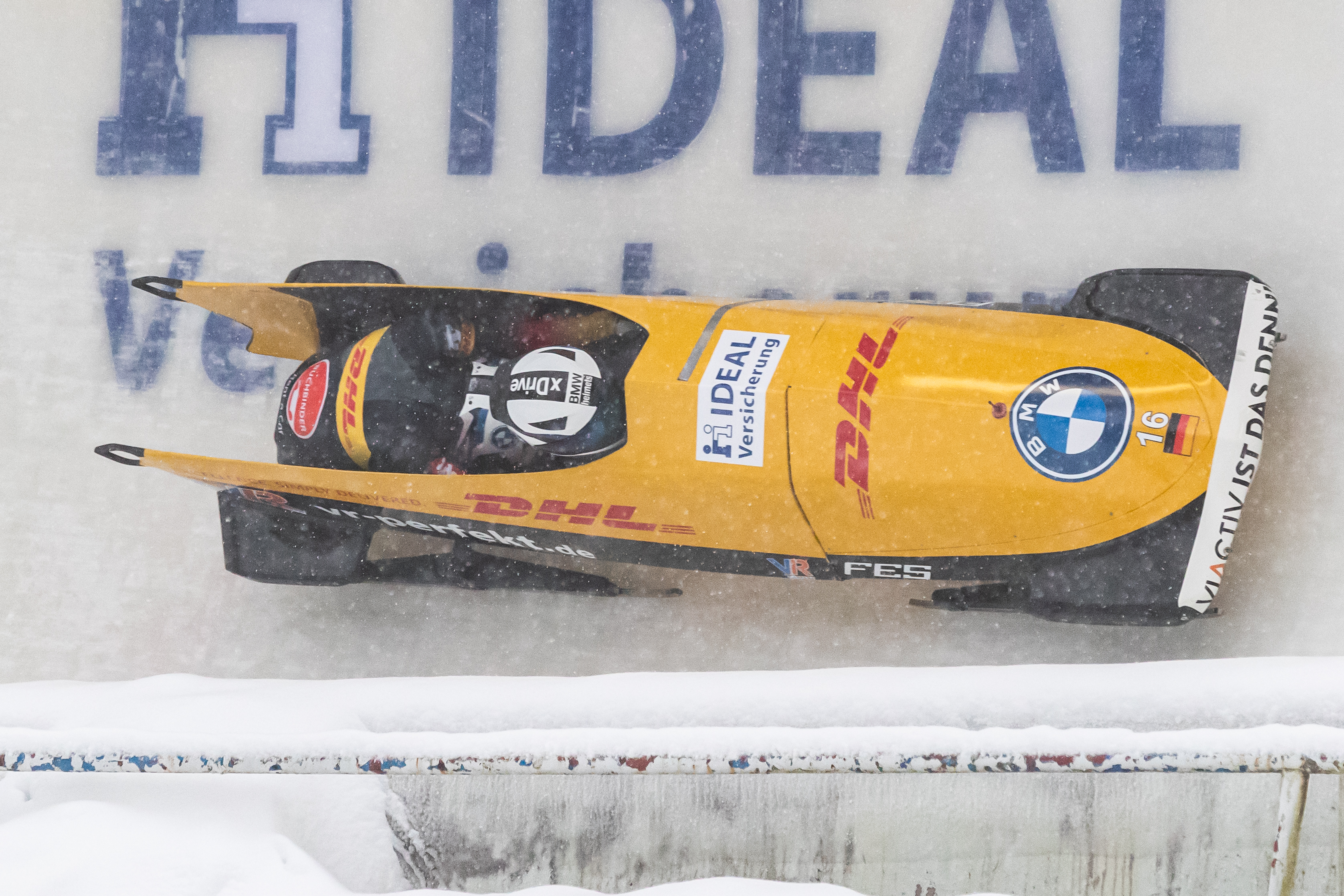
Kim Kalicki e Ann-Christin Strack, vincitrici della medaglia d'argento, durante la terza manche

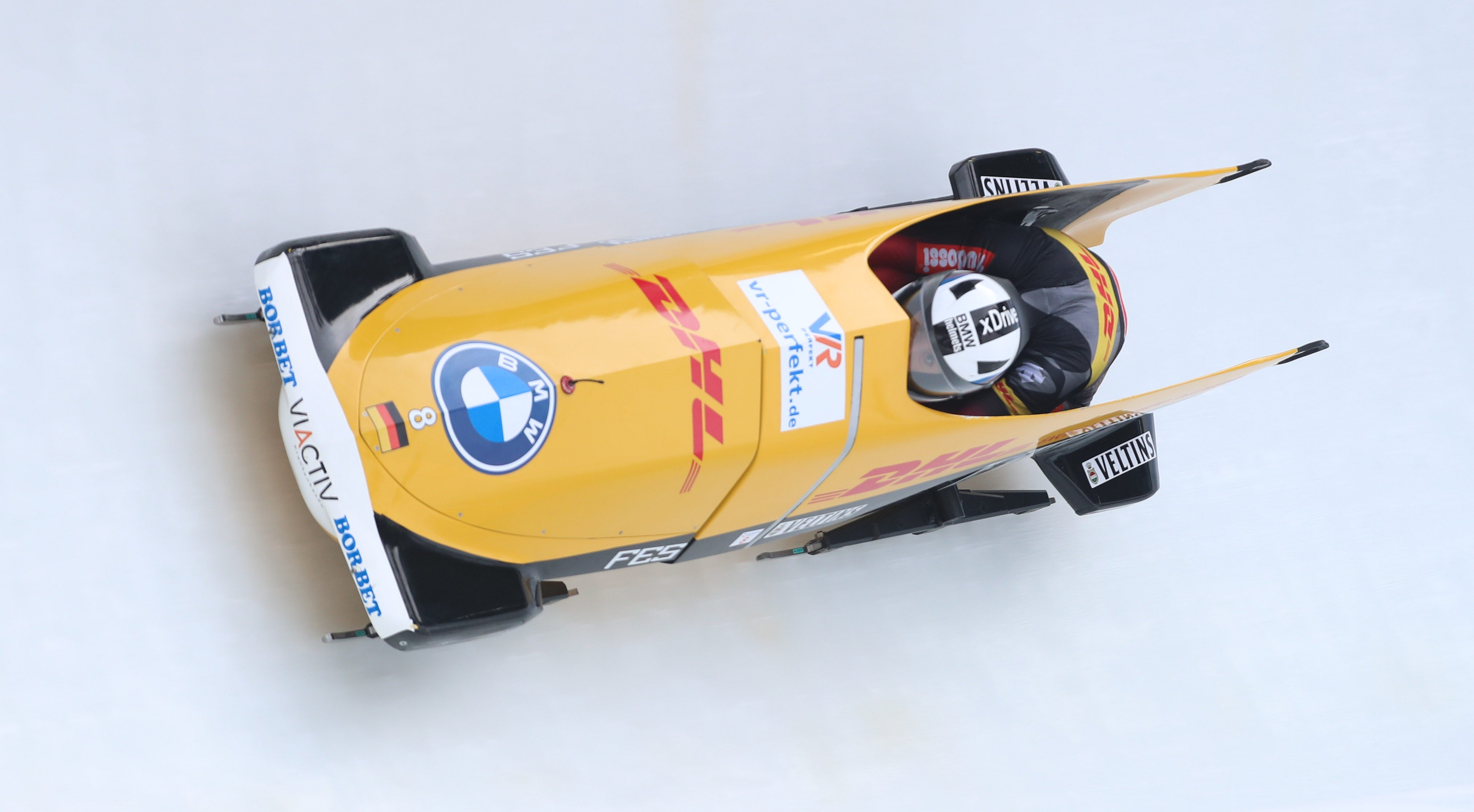
Laura Nolte e Deborah Levi, vincitrici della medaglia di bronzo, durante la prima manche

La gara è stata disputata il 5 e il 6 febbraio 2021 nell'arco di quattro manches e hanno preso parte alla competizione 20 compagini in rappresentanza di 11 differenti nazioni.
Campionesse uscenti erano le statunitensi Kaillie Humphries e Lauren Gibbs, con Humphries che si è riconfermata campionessa stavolta in coppia con Lolo Jones mentre Gibbs non era presente alla competizione; Kaillie Humphries conquistò quindi il suo quarto alloro iridato nella specialità a due dopo quelli vinti nel 2012, nel 2013, quando gareggiava per il Canada, e nel 2020 e divenne così la prima donna a detenere quattro titoli mondiali nel bob a due, sopravanzando le tedesche Sandra Kiriasis e Romy Logsch, ferme a quota tre; per Lolo Jones si trattò invece del primo successo nel bob a due, vinto tra all'età di 39 anni, che va a sommarsi ai due ori mondiali colti nell'atletica leggera indoor.
La medaglia d'argento è invece andata alla formazione tedesca composta da Kim Kalicki e Ann-Christin Strack, con Kalicki a confermare l'argento vinto nell'edizione precedente e Strack a sua volta già argento nel 2019; in terza posizione si piazzò infine l'altro binomio tedesco costituito da Laura Nolte e Deborah Levi, entrambe alla prima medaglia mondiale in assoluto.
| Pos. | Atlete                                         | Nazione     | 1ª manche | 2ª manche | 3ª manche | 4ª manche | Totale  | Distacco |
| ---- | ---------------------------------------------- | ----------- | --------- | --------- | --------- | --------- | ------- | -------- |
|      | Kaillie Humphries Lolo Jones                   | Stati Uniti | 56"40     | 56"54     | 57"45     | 57"87     | 3'48"26 | –        |
|      | Kim Kalicki Ann-Christin Strack                | Germania    | 56"69     | 56"59     | 57"40     | 56"93     | 3'48"61 | +0"35    |
|      | Laura Nolte Deborah Levi                       | Germania    | 56"53     | 56"84     | 57"95     | 57"95     | 3'49"27 | +1"01    |
| 4    | Stephanie Schneider Leonie Fiebig              | Germania    | 57"08     | 56"95     | 57"44     | 57"98     | 3'49"45 | +1"19    |
| 5    | Elana Meyers-Taylor Sylvia Hoffman             | Stati Uniti | 56"78     | 56"99     | 58"11     | 58"26     | 3'50"14 | +1"88    |
| 6    | Mariama Jamanka Vanessa Mark                   | Germania    | 56"88     | 57"13     | 57"96     | 58"32     | 3'50"29 | +2"03    |
| 7    | Katrin Beierl Jennifer Onasanya                | Austria     | 56"94     | 57"03     | 57"11     | 58"29     | 3'50"37 | +2"11    |
| 8    | Andreea Grecu Katharina Witt                   | Romania     | 57"17     | 56"83     | 58"05     | 58"44     | 3'50"49 | +2"23    |
| 9    | Cynthia Appiah Erica Voss                      | Canada      | 57"09     | 57"05     | 58"58     | 58"05     | 3'50"77 | +2"51    |
| 10   | Martina Fontanive Nadja Pasternack Mara Morell | Svizzera    | 57"05     | 57"02     | 58"32     | 58"46     | 3'50"85 | +2"59    |

Nota: in grassetto il miglior tempo di manche.

### Bob a due uomini

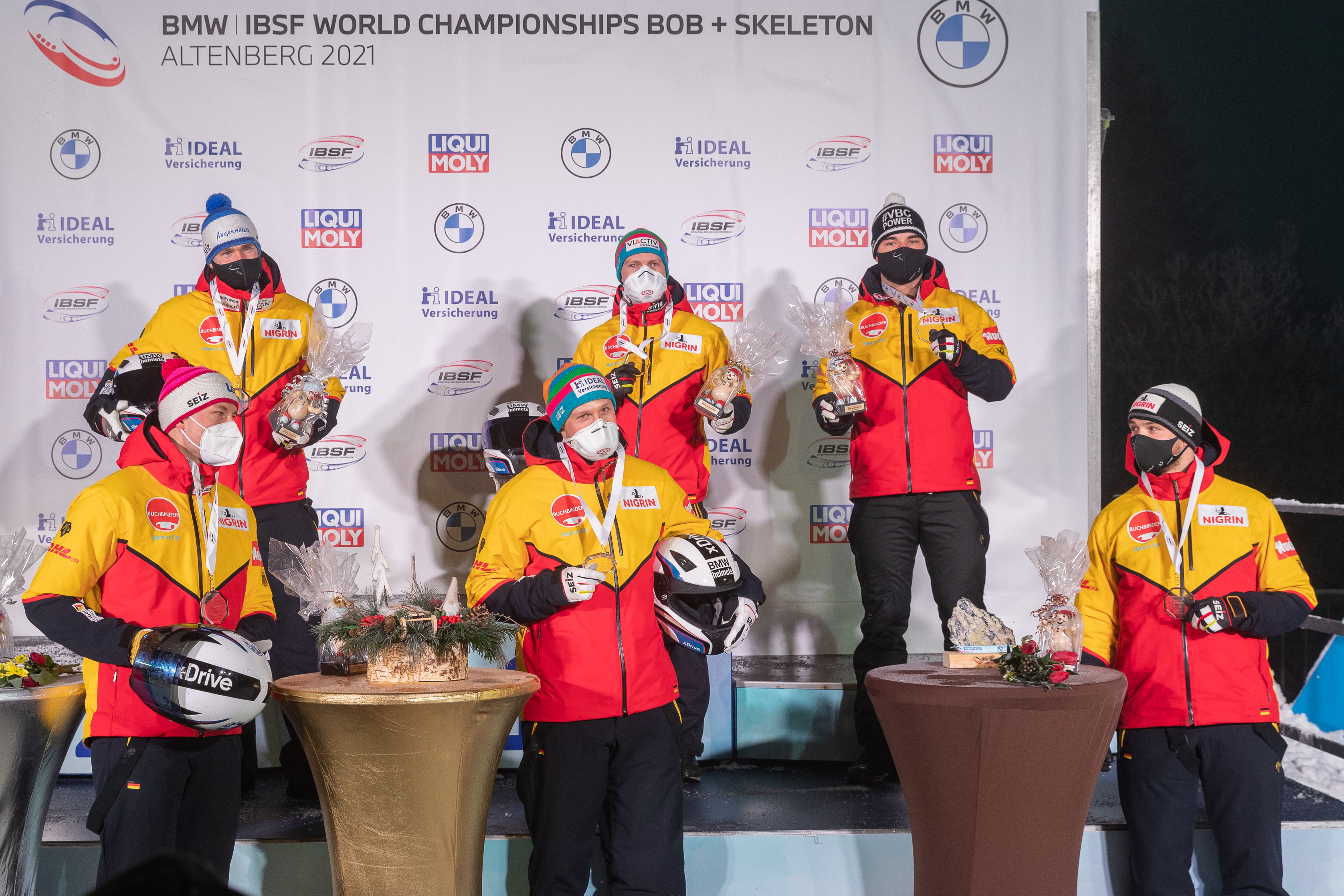
Il podio tutto tedesco del bob a due maschile: da sinistra Eric Franke e Johannes Lochner (argento), Alexander Schüller e Francesco Friedrich (oro), Hans Peter Hannighofer e Christian Röder (bronzo)

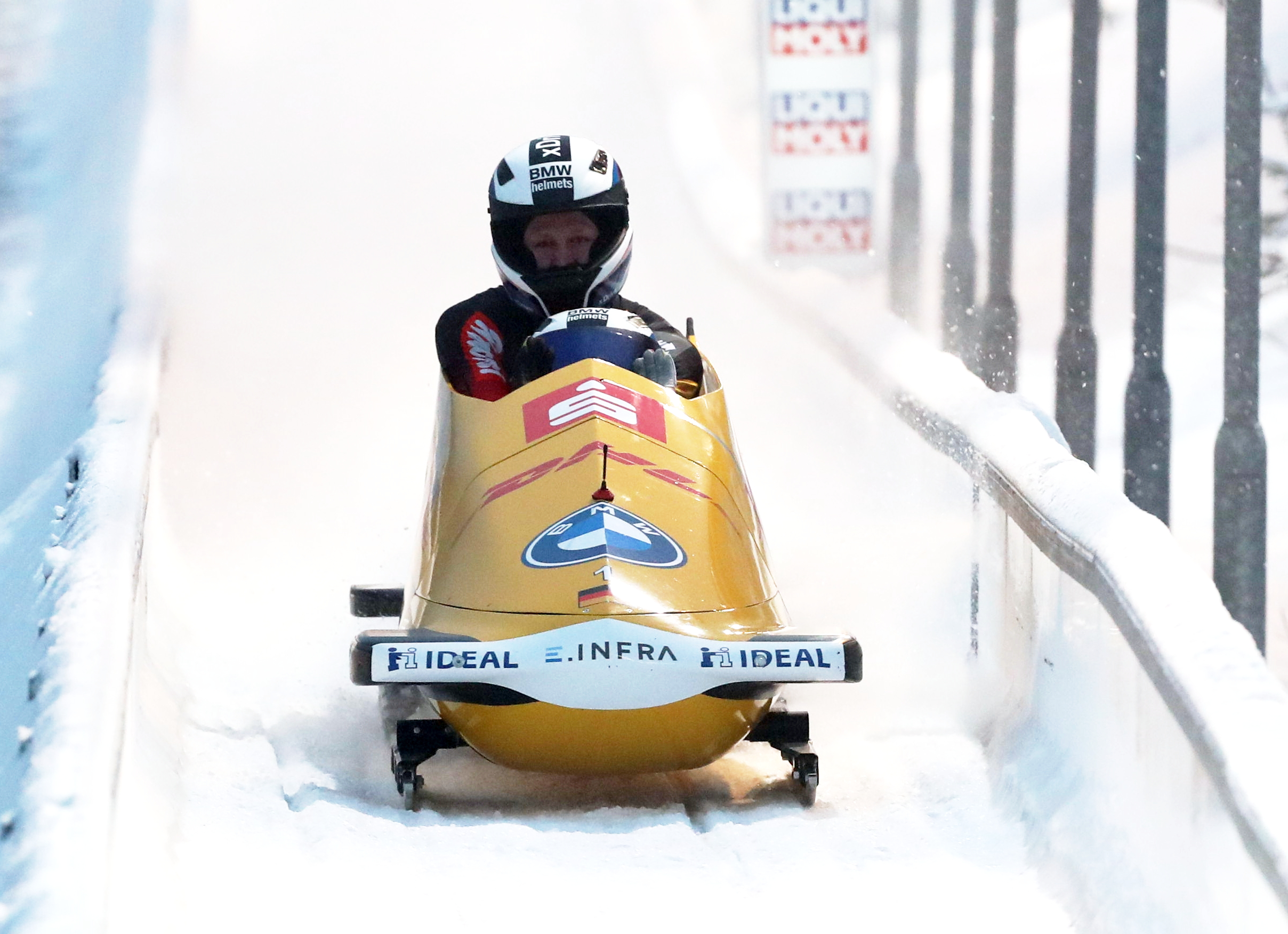
Francesco Friedrich e Alexander Schüller, vincitori del titolo nel bob a due maschile, al termine della quarta manche

La gara è stata disputata il 6 e il 7 febbraio 2021 nell'arco di quattro manches e hanno preso parte alla competizione 20 compagini in rappresentanza di 11 differenti nazioni.
Campione uscente era l'equipaggio tedesco composto da Francesco Friedrich e Thorsten Margis, con Friedrich che si è riconfermato campione stavolta in coppia con Alexander Schüller mentre Margis non era presente alla competizione; Francesco Friedrich conquistò pertanto il suo settimo alloro iridato consecutivo nel bob a due e questo risultato gli permise di raggiungere l'italiano Eugenio Monti, a sua volta vincitore di sette titoli di cui "soltanto" cinque consecutivi, in vetta alla graduatoria dei più vittoriosi nella disciplina biposto ai mondiali, mentre superò lo stesso Monti nel numero di medaglie d'oro totali vinte in entrambe le discipline, portandosi a quota dieci e battendo così il record di nove che resisteva da ben 55 anni; per Schüller si trattò invece della prima medaglia iridata nel bob a due. 
Al secondo posto si è piazzata la coppia formata dai connazionali Johannes Lochner ed Eric Franke, con Lochner al suo quarto argento di specialità dopo quelli colti nel 2015, nel 2016 e nel 2020, e Franke alla sua prima medaglia mondiale nel bob a due. Sul terzo gradino del podio è salito l'altro binomio tedesco composto da Hans Peter Hannighofer e Christian Röder, subito a medaglia alla prima partecipazione ai campionati.
| Pos. | Atlete                                 | Nazione  | 1ª manche | 2ª manche | 3ª manche | 4ª manche | Totale  | Distacco |
| ---- | -------------------------------------- | -------- | --------- | --------- | --------- | --------- | ------- | -------- |
|      | Francesco Friedrich Alexander Schüller | Germania | 54"83     | 55"41     | 54"64     | 54"90     | 3'39"78 | –        |
|      | Johannes Lochner Eric Franke           | Germania | 55"37     | 55"75     | 55"24     | 55"47     | 3'41"83 | +2"05    |
|      | Hans Peter Hannighofer Christian Röder | Germania | 55"46     | 55"81     | 55"33     | 55"41     | 3'42"01 | +2"23    |
| 4    | Simon Friedli Andreas Haas             | Svizzera | 55"51     | 55"88     | 55"35     | 55"63     | 3'42"37 | +2"59    |
| 5    | Michael Vogt Sandro Michel             | Svizzera | 55"35     | 55"82     | 55"43     | 55"81     | 3'42"41 | +2"63    |
| 6    | Oskars Ķibermanis Matīss Miknis        | Lettonia | 55"42     | 56"01     | 55"53     | 55"76     | 3'42"72 | +2"94    |
| 7    | Christoph Hafer Christian Hammers      | Germania | 55"55     | 55"93     | 55"58     | 55"76     | 3'42"82 | +3"04    |
| 8    | Romain Heinrich Dorian Hauterville     | Francia  | 55"55     | 55"96     | 55"62     | 55"88     | 3'43"01 | +3"23    |
| 9    | Christopher Spring Mike Evelyn         | Canada   | 55"78     | 56"04     | 55"70     | 55"61     | 3'43"13 | +3"35    |
| 10   | Justin Kripps Cam Stones               | Canada   | 55"76     | 55"92     | 55"71     | 55"86     | 3'43"25 | +3"47    |

Nota: in grassetto il miglior tempo di manche.

### Bob a quattro uomini

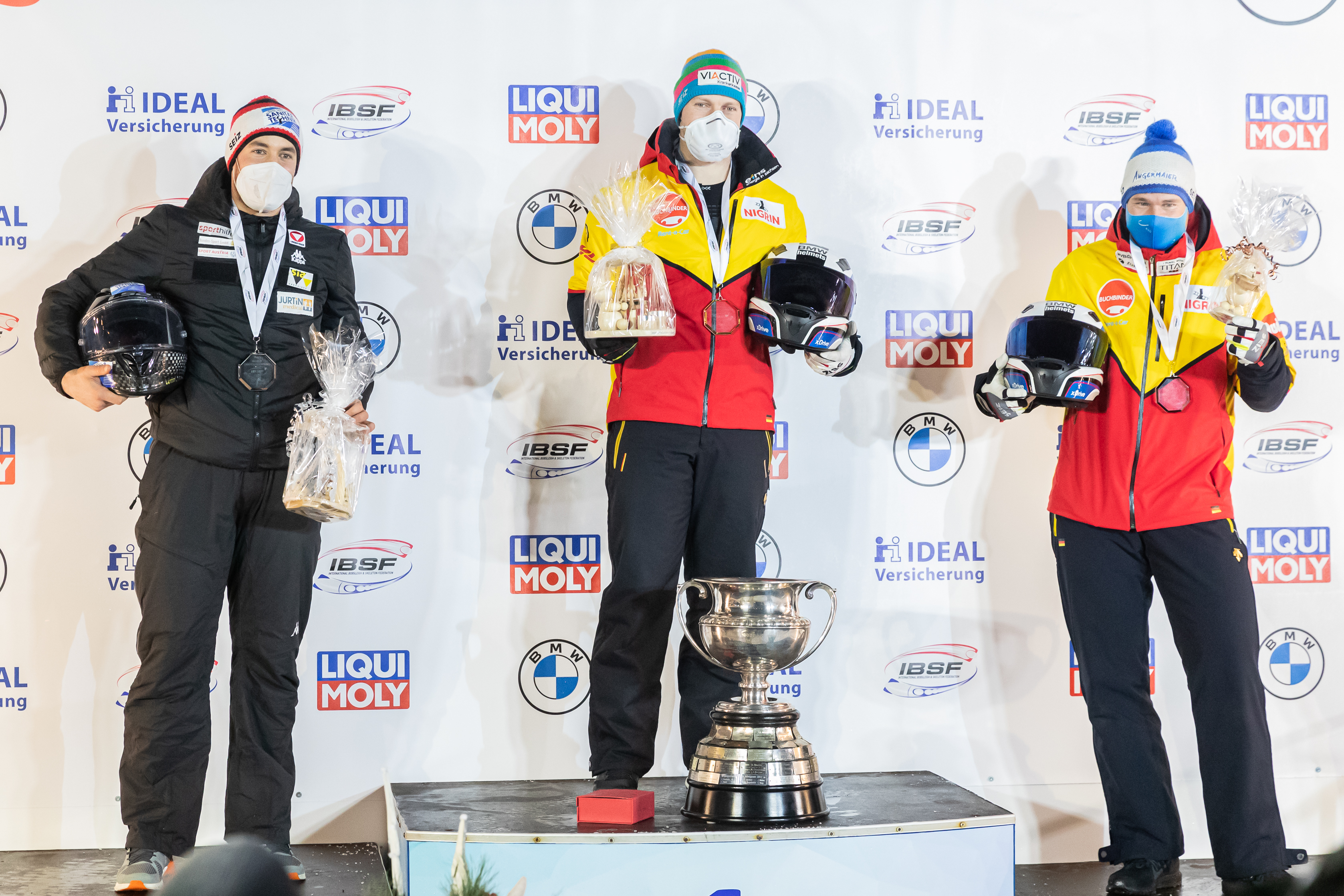
Il podio del bob a quattro (presenti soltanto i piloti per via del distanziamento): da sinistra Benjamin Maier (argento), Francesco Friedrich (oro) e Johannes Lochner (bronzo)

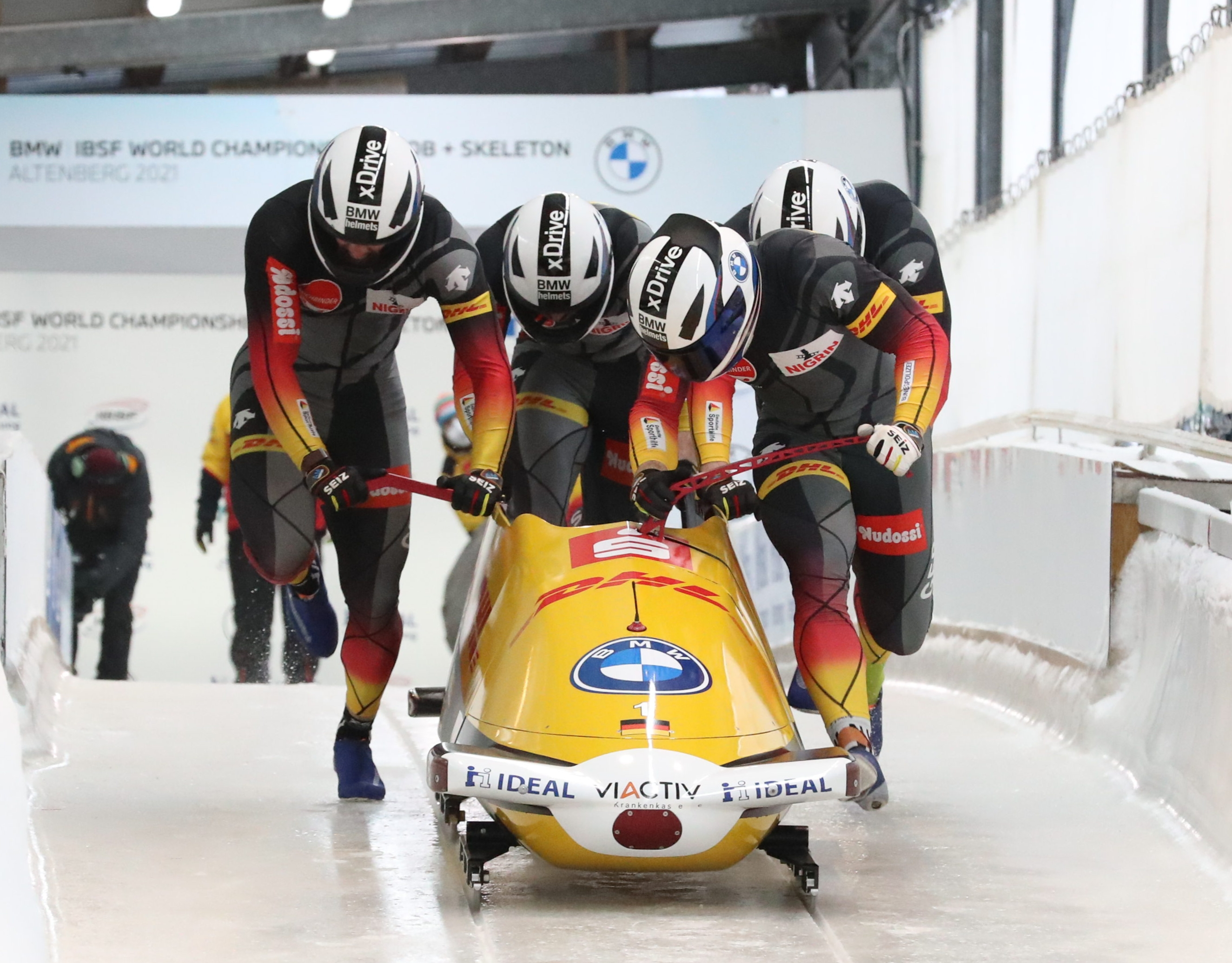
L'equipaggio condotto da Francesco Friedrich, vincitore del titolo nel bob a quattro, durante la fase di partenza della prima manche

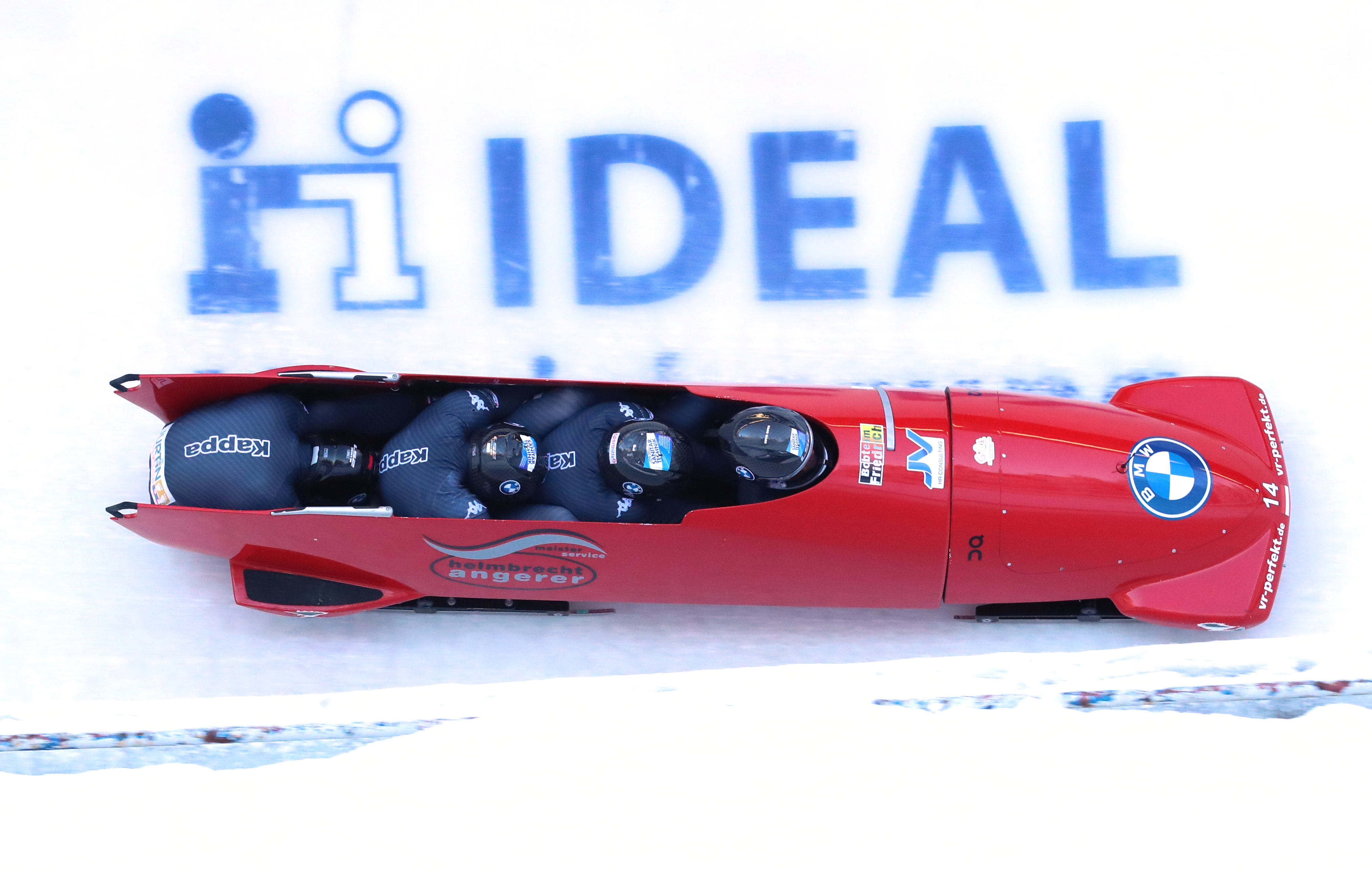
L'equipaggio condotto da Benjamin Maier, vincitore della medaglia d'argento, durante la terza manche

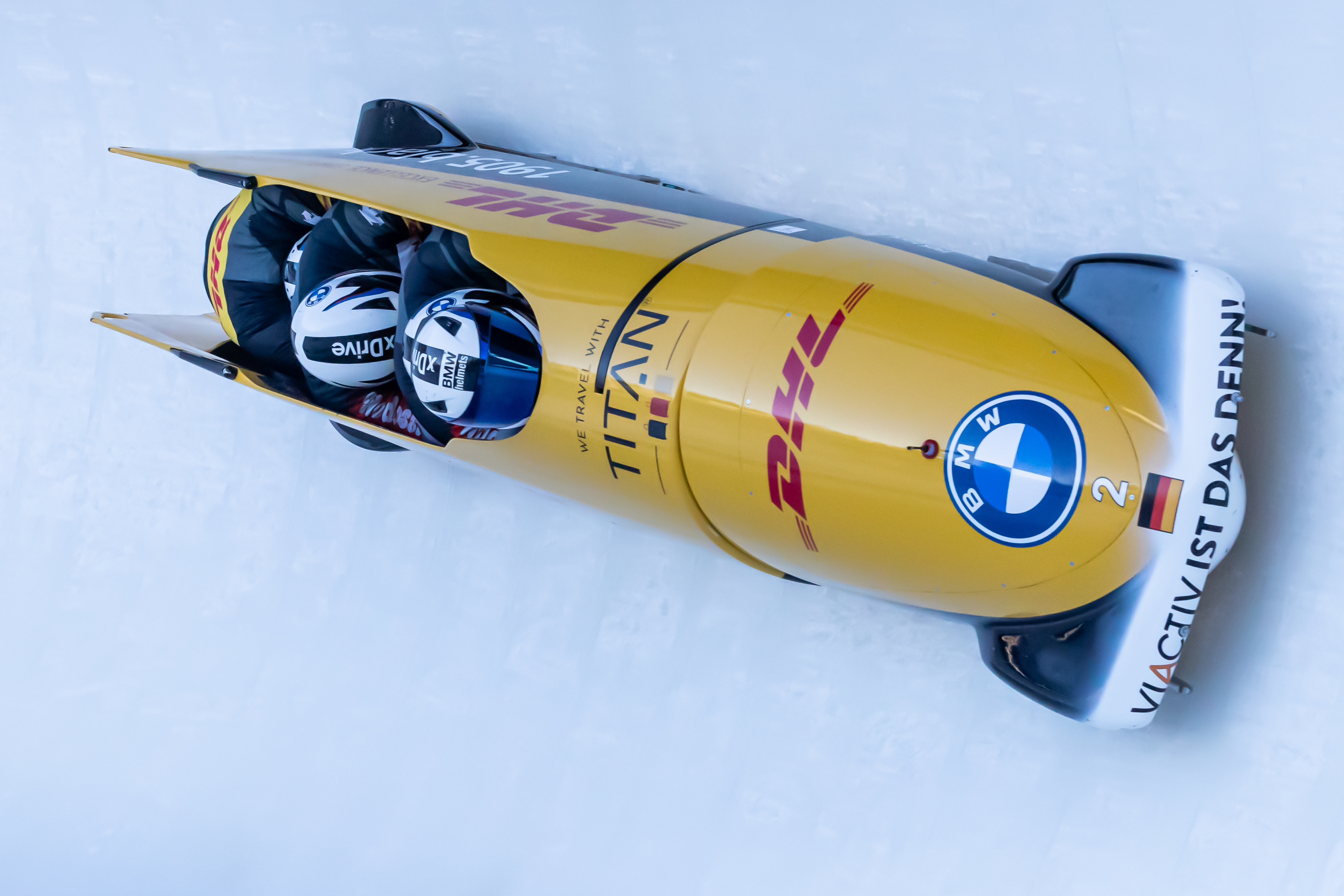
L'equipaggio condotto da Johannes Lochner, vincitore della medaglia di bronzo, durante la terza manche

La gara è stata disputata il 13 e il 14 febbraio 2021 nell'arco di quattro manches e hanno preso parte alla competizione 24 compagini in rappresentanza di 13 differenti nazioni.
Campione uscente era l'equipaggio tedesco composto da Francesco Friedrich, Candy Bauer, Martin Grothkopp e Alexander Schüller, che riconfermò il titolo anche in questa occasione ma con Thorsten Margis al posto di Grothkopp. Per Friedrich e Bauer si trattò del quarto titolo consecutivo vinto nella specialità a quattro, per Margis del terzo e per Schüller del secondo consecutivo, nonché della sua prima "doppietta" in una stessa edizione dei mondiali, avendo vinto con Friedrich anche la gara del bob a due disputatasi la settimana precedente; Friedrich invece realizzò la doppietta bob a due-bob a quattro per la quarta volta di fila. Al secondo posto si è piazzata la compagine austriaca formata da Benjamin Maier, Dănuț Ion Moldovan, Markus Sammer e Kristian Huber, tutti alla prima medaglia iridata nel bob a quattro e riportando l'Austria sul podio di una gara classica (Maier e Moldovan vinsero il bronzo nella gara a squadre a Igls 2016) a distanza di 16 anni dall'ultima volta, quando furono Hubert Schösser, Gerhard Redl, Thomas Schroll e Martin Schützenauer a vincere l'argento nella medesima specialità a Winterberg 1995; la medaglia di bronzo è andata invece all'altra formazione tedesca costituita da Johannes Lochner, Florian Bauer, Christopher Weber e Christian Rasp, con Lochner e Rasp già campioni mondiali nel 2017 a pari merito con il quartetto guidato dallo stesso Friedrich, mentre per Florian Bauer e Weber si trattò della seconda medaglia iridata dopo l'argento vinto nell'edizione del 2020 sempre con Lochner alla guida.
| Pos. | Atlete                                                             | Nazione                  | 1ª manche | 2ª manche | 3ª manche | 4ª manche | Totale  | Distacco |
| ---- | ------------------------------------------------------------------ | ------------------------ | --------- | --------- | --------- | --------- | ------- | -------- |
|      | Francesco Friedrich Thorsten Margis Candy Bauer Alexander Schüller | Germania                 | 53"78     | 54"26     | 53"22     | 54"76     | 3'35"02 | –        |
|      | Benjamin Maier Dănuț Ion Moldovan Markus Sammer Kristian Huber     | Austria                  | 53"86     | 54"56     | 53"46     | 53"93     | 3'35"81 | +0"79    |
|      | Johannes Lochner Florian Bauer Christopher Weber Christian Rasp    | Germania                 | 54"22     | 54"53     | 53"68     | 54"10     | 3'36"53 | +1"51    |
| 4    | Oskars Ķibermanis Dāvis Spriņģis Matīss Miknis Krists Lindenblats  | Lettonia                 | 54"45     | 54"41     | 53"81     | 54"02     | 3'36"69 | +1"67    |
| 5    | Justin Kripps Cam Stones Ryan Sommer Benjamin Coakwell             | Canada                   | 54"33     | 54"56     | 53"87     | 54"19     | 3'36"95 | +1"93    |
| 6    | Christoph Hafer Kevin Korona Christian Hammers Philipp Wobeto      | Germania                 | 54"42     | 54"85     | 53"98     | 54"46     | 3'37"71 | +2"69    |
| 6    | Rostislav Gajtjukevič Michail Mordasov Il'ja Malych Ruslan Samitov | Federazione Russa di Bob | 54"46     | 54"95     | 54"12     | 54"18     | 3'37"71 | +2"69    |
| 8    | Oskars Melbārdis Edgars Nemme Lauris Kaufmanis Intars Dambis       | Lettonia                 | 54"51     | 54"71     | 54"05     | 54"49     | 3'37"76 | +2"74    |
| 9    | Won Yun-jong Kim Jin-su Lee Gyeong-min Jung Hyun-woo               | Corea del Sud            | 54"65     | 54"75     | 54"12     | 54"43     | 3'37"95 | +2"93    |
| 10   | Christopher Spring Mike Evelyn Mark Mlakar Chris Patrician         | Canada                   | 54"78     | 54"76     | 54"21     | 54"37     | 3'38"12 | +3"10    |

Nota: in grassetto il miglior tempo di manche.

## Medagliere
| Pos.   | Nazione     | Oro | Argento | Bronzo | Totale |
| ------ | ----------- | --- | ------- | ------ | ------ |
| 1      | Germania    | 2   | 3       | 4      | 9      |
| 2      | Stati Uniti | 2   | 0       | 0      | 2      |
| 3      | Austria     | 0   | 1       | 0      | 1      |
| Totale | Totale      | 4   | 4       | 4      | 12     |